# Italian Open 2016 (теніс)
Italian Open 2016 (також відомий під назвою Rome Masters 2016 і спонсорською назвою Internazionali BNL d'Italia 2016) - чоловічий і жіночий тенісний турнір, що проходив на відкритих кортах з ґрунтовим покриттям Foro Italico в Римі (Італія). Це був 73-й за ліком Italian Open. Належав до категорії Мастерс у рамках Туру ATP 2016 і категорії Premier 5 у рамках Туру WTA 2016. Тривав з 9 до 15 травня 2016 року.

## Очки і призові

### Нарахування очок
| Дисципліна                 | П    | Ф   | ПФ  | ЧФ  | 1/8 | 1/16 | 1/32 | Q   | Q2  | Q1  |
| Чоловіки, одиночний розряд | 1000 | 600 | 360 | 180 | 90  | 45   | 10   | 25  | 16  | 0   |
| Чоловіки, парний розряд    | 1000 | 600 | 360 | 180 | 90  | 0    | Н/Д  | Н/Д | Н/Д | Н/Д |
| Жінки, одиночний розряд    | 900  | 585 | 350 | 190 | 105 | 60   | 1    | 30  | 20  | 1   |
| Жінки, парний розряд       | 900  | 585 | 350 | 190 | 105 | 1    | Н/Д  | Н/Д | Н/Д | Н/Д |

### Призові гроші
| Дисципліна                 | П        | F        | ПФ       | ЧФ      | 1/8     | 1/16    | 1/32    | Q2     | Q1     |
| Чоловіки, одиночний розряд | €717,315 | €351,715 | €177,015 | €90,010 | €46,740 | €24,640 | €13,305 | €3,065 | €1,565 |
| Жінки, одиночний розряд    | €432,100 | €215,950 | €107,860 | €49,680 | €24,630 | €12,645 | €6,500  | €3,620 | €1,860 |
| Чоловіки, парний розряд    | €222,150 | €108,750 | €54,550  | €28,000 | €14,470 | €7,640  | Н/Д     | Н/Д    | Н/Д    |
| Жінки, парний розряд       | €123,700 | €62,470  | €30,920  | €15,565 | €7,860  | €3,895  | Н/Д     | Н/Д    | Н/Д    |

## Учасники

### Одиночний розряд

#### Сіяні учасники
| Країна          | Гравець               | Рейтинг1 | Сіяний |
| --------------- | --------------------- | -------- | ------ |
| Сербія          | Новак Джокович        | 1        | 1      |
| Велика Британія | Енді Маррей           | 2        | 2      |
| Швейцарія       | Роджер Федерер        | 3        | 3      |
| Швейцарія       | Стен Вавринка         | 4        | 4      |
| Іспанія         | Рафаель Надаль        | 5        | 5      |
| Японія          | Кей Нісікорі          | 6        | 6      |
| Франція         | Жо-Вілфрід Тсонга     | 7        | 7      |
| Чехія           | Томаш Бердих          | 8        | 8      |
| Іспанія         | Давид Феррер          | 9        | 9      |
| Канада          | Мілош Раоніч          | 10       | 10     |
| Франція         | Рішар Гаске           | 12       | 11     |
| Бельгія         | Давід Ґоффен          | 13       | 12     |
| Австрія         | Домінік Тім           | 14       | 13     |
| Франція         | Гаель Монфіс          | 15       | 14     |
| Іспанія         | Роберто Баутіста Аґут | 17       | 15     |
| ПАР             | Кевін Андерсон        | 19       | 16     |

- Рейтинг подано станом на 2 травня 2016.

#### Інші учасники
Нижче наведено учасників, які отримали вайлд-кард на участь в основній сітці:
- Сальваторе Карузо
- Марко Чеккінато
- Паоло Лоренці
- Lorenzo Sonego

Такі учасники отримали право на участь в основній сітці завдяки захищеному рейтингові:
- Жульєн Беннето
- Хуан Монако

Нижче наведено гравців, які пробились в основну сітку через стадію кваліфікації:
- Аляж Бедене
- Іньїго Сервантес
- Дамір Джумгур
- Ернестс Гульбіс
- Михайло Кукушкін
- Стефан Робер
- Філіппо Воландрі

Як щасливий лузер в основну сітку потрапили такі гравці:
- Люка Пуй

#### Відмовились від участі
До початку турніру
- Маркос Багдатіс →його замінив  Ніколя Маю
- Марин Чилич →його замінив  Андреас Сеппі
- Хуан Мартін дель Потро →його замінив  Вашек Поспішил
- Томмі Гаас →його замінив  Борна Чорич
- Джон Ізнер →його замінив  Хуан Монако
- Мартін Кліжан →його замінив  Теймураз Габашвілі
- Жиль Сімон →його замінив  Альберт Рамос-Віньйолас
- Жо-Вілфрід Тсонга (розтягнення м'яза) →його замінив  Люка Пуй

Під час турніру
- Хуан Монако

### Знялись
- Бернард Томіч (грип)

### Парний розряд

#### Сіяні пари
| Країна          | Гравець         | Країна   | Гравець        | Рейтинг1 | Сіяний |
| --------------- | --------------- | -------- | -------------- | -------- | ------ |
| Франція         | П'єр-Юг Ербер   | Франція  | Ніколя Маю     | 7        | 1      |
| Хорватія        | Іван Додіг      | Бразилія | Марсело Мело   | 11       | 2      |
| Нідерланди      | Жан-Жульєн Роєр | Румунія  | Горія Текеу    | 11       | 3      |
| Велика Британія | Джеймі Маррей   | Бразилія | Бруно Соарес   | 11       | 4      |
| США             | Боб Браян       | США      | Майк Браян     | 15       | 5      |
| Індія           | Роган Бопанна   | Румунія  | Флорін Мерджа  | 24       | 6      |
| Австрія         | Александер Пея  | Сербія   | Ненад Зімоньїч | 40       | 7      |
| Канада          | Вашек Поспішил  | США      | Джек Сок       | 42       | 8      |

- Рейтинг подано станом на 2 травня 2016.

#### Інші учасники
Нижче наведено пари, які отримали вайлдкард на участь в основній сітці:
- Андреа Арнабольді /  Алессандро Джаннессі
- Фабіо Фоніні /  Андреас Сеппі

Наведені нижче пари отримали місце як заміна:
- Домінік Інглот /  Фабріс Мартен

#### Відмовились від участі
До початку турніру
- П'єр-Юг Ербер (травма коліна)

### Знялись
- Кевін Андерсон (розтягнення м'яза)

## Учасниці

### Одиночний розряд

#### Сіяні пари
| Країна    | Гравчиня             | Рейтинг1 | Сіяна |
| --------- | -------------------- | -------- | ----- |
| США       | Серена Вільямс       | 1        | 1     |
| Німеччина | Анджелік Кербер      | 3        | 2     |
| Іспанія   | Гарбінє Мугуруса     | 4        | 3     |
| Білорусь  | Вікторія Азаренко    | 5        | 4     |
| Чехія     | Петра Квітова        | 6        | 5     |
| Румунія   | Сімона Халеп         | 7        | 6     |
| Італія    | Роберта Вінчі        | 8        | 7     |
| Іспанія   | Карла Суарес Наварро | 11       | 8     |
| Росія     | Світлана Кузнецова   | 12       | 9     |
| Чехія     | Луціє Шафарова       | 13       | 10    |
| Швейцарія | Тімеа Бачинскі       | 15       | 11    |
| США       | Вінус Вільямс        | 16       | 12    |
| Сербія    | Ана Іванович         | 17       | 13    |
| Італія    | Сара Еррані          | 18       | 14    |
| Україна   | Еліна Світоліна      | 19       | 15    |
| Чехія     | Кароліна Плішкова    | 20       | 16    |

- Рейтинг подано станом на 2 травня 2016.

#### Інші учасниці
Нижче наведено учасниць, які отримали вайлд-кард на участь в основній сітці:
- Клаудія Джовіне
- Карін Кнапп
- Франческа Ск'явоне

Нижче наведено гравчинь, які пробились в основну сітку через стадію кваліфікації:
- Кікі Бертенс
- Маріана дуке-Маріньйо
- Юлія Гергес
- Юганна Ларссон
- Крістіна Макгейл
- Моніка Пуїг
- Алісон Ріск
- Гезер Вотсон

#### Відмовились від участі
До початку турніру
- Белінда Бенчич (травма спини) → її замінила  Тельяна Перейра
- Каміла Джорджі (травма спини) → її замінила  Каролін Гарсія
- Слоун Стівенс → її замінила  Тімеа Бабош
- Каролін Возняцкі (травма правого гомілковостопного суглоба) → її замінила  Яніна Вікмаєр

### Парний розряд

#### Сіяні пари
| Країна            | Гравчиня            | Країна    | Гравчиня             | Рейтинг1 | Сіяна |
| ----------------- | ------------------- | --------- | -------------------- | -------- | ----- |
| Швейцарія         | Мартіна Хінгіс      | Індія     | Саня Мірза           | 2        | 1     |
| США               | Бетані Маттек-Сендс | Чехія     | Луціє Шафарова       | 8        | 2     |
| Угорщина          | Тімеа Бабош         | Казахстан | Ярослава Шведова     | 16       | 3     |
| Чехія             | Андреа Главачкова   | Чехія     | Луціє Градецька      | 21       | 4     |
| Франція           | Каролін Гарсія      | Франція   | Крістіна Младенович  | 22       | 5     |
| Китайський Тайбей | Чжань Юнжань        | Німеччина | Анна-Лена Гренефельд | 34       | 6     |
| Росія             | Катерина Макарова   | Росія     | Олена Весніна        | 39       | 7     |
| Німеччина         | Юлія Гергес         | Чехія     | Кароліна Плішкова    | 40       | 8     |

- Рейтинг подано станом на 2 травня 2016.

#### Інші учасниці
Нижче наведено пари, які отримали вайлдкард на участь в основній сітці:
- Клаудія Джовіне /  Анджеліка Морателлі
- Карін Кнапп /  Франческа Ск'явоне
- Світлана Кузнецова /  Анастасія Павлюченкова
- Серена Вільямс /  Вінус Вільямс

## Переможці та фіналісти

### Одиночний розряд, чоловіки
- Енді Маррей —  Новак Джокович, 6–3, 6–3

### Одиночний розряд, жінки
- Серена Вільямс —  Медісон Кіз, 7–6(7–5), 6–3

### Парний розряд, чоловіки
- Боб Браян /  Майк Браян —  Вашек Поспішил /  Джек Сок, 2–6, 6–3, [10–7]

### Парний розряд, жінки
- Мартіна Хінгіс /  Саня Мірза —  Катерина Макарова /  Олена Весніна, 6–1, 6–7(5–7), [10–3]